# Nubes de Magallanes
Las Nubes de Magallanes son dos galaxias enanas, pertenecientes al Grupo Local de galaxias. La mayor de ellas es conocida como Gran Nube de Magallanes y la menor como Pequeña Nube de Magallanes. Aunque tradicionalmente se ha pensado que orbitaban en torno a la Vía Láctea, los estudios recientes parecen descartar esta posibilidad. 
Son visibles desde el hemisferio austral en noches con cielo limpio de nubes y sin luna. Aparecen como dos pequeñas manchas blanquecinas, opuestas a la constelación de Crux desde el punto de vista del polo sur celeste.

## Historia
Las Nubes de Magallanes son conocidas desde la antigüedad por pueblos indígenas de América del Sur, Australia y África y desde el primer milenio por los antiguos pueblos de Asia Occidental. 
Para los aonikenk del sur de la Patagonia, la Vía Láctea y las Nubes de Magallanes, que eran, respectivamente, entendidas como sendero y revolcadero de guanacos.
En aimara, idioma de los Andes centrales, se llaman lupi t’arwasi = “vellones de luz del sol” o qhanqinaya = “Nubes de luz”. La nube mayor se llama sumi kaamas/suni qaana = “red de la puna”, y la nube menor se llama valle kaamas/qaana = “red del valle”; las dos se parecen a la palabra usadas en la pesca, qaana = “red grande para pesca”.
El primer registro histórico sobre ellas se debe al astrónomo persa Abd Al-Rahman Al Sufi en el año 964. En su Libro de las estrellas fijas las nombra como Al Bakr (Buey Blanco), haciendo notar que si bien no se las puede ver desde Bagdad, sí son observables desde el estrecho de Bab el Mandeb, a 12°15′ de latitud norte.
Bajo Argo Navis, citó que "otros anónimos han afirmado que debajo de Canopus hay dos estrellas conocidas como los 'pies de Canopus', y que debajo de ellas hay estrellas blancas brillantes que no se ven en Irak ni en Nayd, y que los habitantes de Tihama las llaman al-Baqar [vacas], y Ptolomeo no mencionó nada de esto, así que nosotros [Al-Sufi] no sabemos si es verdad o mentira"
Antes de Al Sufi, las nubes de Magallanes puede que sean los objetos mencionados por el polímata Ibn Qutayba (m. 889 d. C.), en su libro sobre Al-Anwā̵' (las estaciones de la Luna en la cultura árabe preislámica):
```
"وأسفل من سهيل قدما سهيل . وفى مجرى قدمى سهيل، من خلفهما كواكب زهر كبار، لا ترى بالعراق، يسميها أهل تهامة الأعبار
```

```
"Y debajo de Canopus están los pies de Canopus, y en su extensión, detrás de ellos, hay grandes estrellas brillantes no vistas en Irak, que la gente de Tihama llama al-a'bār."
[
6
]
```

Más tarde Al Sufi, un astrónomo profesional, en 964 CE, en su Libro de las Estrellas Fijas, mencionó la misma cita, pero con una ortografía diferente. Bajo Argo Navis, citó que "otros sin nombre han afirmado que debajo de  Canopus hay dos estrellas conocidas como los 'pies de Canopus', y que debajo de ellas hay estrellas blancas brillantes que no se ven en Iraq ni en Najd, y que los habitantes de Tihama las llaman al-Baqar [vacas], y  Ptolomeo no mencionó nada de esto por lo que nosotros [Al-Sufi] no sabemos si es verdad o mentira. " Tanto Ibn Qutaybah como Al-Sufi citaban probablemente la obra sobre Anwaa de su contemporáneo (y compatriota) y afamado científico Abu Hanifa Dinawari, en su mayor parte perdida. Es probable que Abu Hanifa citara fuentes anteriores, que podrían no ser más que historias de viajeros, y de ahí los comentarios de Al-Sufi sobre su veracidad.
En Europa, las Nubes fueron reportadas por primera vez por los autores italianos del siglo XVI Pedro Mártir de Anglería y Andrea Corsali, ambos basados en viajes portugueses. Posteriormente, fueron reportados por Antonio Pigafetta, quien acompañó a la expedición de Fernando de Magallanes en su circunnavegación del mundo en 1519-1522. Sin embargo, poner el nombre de Magallanes a las nubes no se generalizó hasta mucho más tarde. En la Uranometria de Bayer se las designa como nubecula major y nubecula minor. En el mapa estelar de 1756 del astrónomo francés Lacaille, se designan como le Grand Nuage y le Petit Nuage ("la Gran Nube" y "la Pequeña Nube"). John Herschel estudió las Nubes de Magallanes desde Sudáfrica, escribiendo un informe de 1847 en el que detallaba 919 objetos en la Gran Nube de Magallanes y 244 objetos en la Pequeña Nube de Magallanes. En 1867 Cleveland Abbe sugirió que eran satélites separados de la Vía Láctea. Las distancias fueron estimadas por primera vez por Ejnar Hertzsprung en 1913 utilizando mediciones de 1912 de variables Cefeidas en el SMC realizadas por Henrietta Leavitt. 
La recalibración de las escalas de las Cefeidas permitió a Harlow Shapley refinar la medición, y fueron revisados de nuevo en 1952 tras nuevas investigaciones.
En Europa, fue Fernando de Magallanes quien primero las observó durante su viaje de circunnavegación alrededor de la Tierra entre 1519 y 1522. Sin embargo, el nombre actual no se popularizó hasta mucho después. En la Uranometria de Johann Bayer (1603) se las denomina Nubecula Maior y Nubecula Minor, e incluso John Flamsteed las designa como Le Grand Nuage y Le Petit Nuage en su atlas estelar, formas latina y francesa para Gran Nebulosa y Pequeña Nebulosa, respectivamente.
John Herschel fue el primero en estudiarlas detalladamente en el siglo XIX. Más recientemente, en febrero de 1987, apareció en la Gran Nube de Magallanes la supernova SN 1987A, la primera visible a simple vista desde 1604, profundamente estudiada por los astrónomos modernos.

## Características
Separadas entre sí por unos 21°, la distancia real entre las dos Nubes es de unos 75 000 años luz. Hasta el descubrimiento en 1994 de la galaxia Enana Elíptica de Sagitario, eran las dos galaxias conocidas más cercanas a la nuestra.
Su morfología sugiere que ambas galaxias han sido muy distorsionadas por las fuerzas de marea en su interacción con la Vía Láctea. Corrientes de hidrógeno neutro las conectan entre sí y con nuestra galaxia, que a su vez también se ha visto afectada por ambas Nubes, al haber distorsionado las partes externas del disco galáctico.
Además de su distinta estructura y su masa significativamente menor, se diferencian de la Vía Láctea en dos aspectos fundamentales. En primer lugar, son comparativamente más ricas en gas y más pobres en metales que esta última. En segundo lugar, ambas resultan notables por sus nebulosas y su población estelar joven.
Debido a su elevada velocidad radial, ambas galaxias parecen estar en su primer paso cerca de la Vía Láctea; de hecho, se ha sugerido que las Nubes de Magallanes pueden haber tenido su origen en una colisión entre la galaxia de Andrómeda y otra galaxia, siendo restos de dicho evento y habiendo sido expulsadas hacia nuestra galaxia.
Las mediciones con el telescopio espacial Hubble, anunciadas en 2006, sugieren que las Nubes de Magallanes pueden estar moviéndose demasiado rápido para ser compañeras a largo plazo de la Vía Láctea. Si están en órbita, esa órbita tarda al menos 4.000 millones de años. Posiblemente estén en un primer acercamiento y estemos presenciando el inicio de una fusión galáctica que puede solaparse con la esperada fusión de la Vía Láctea con la Galaxia de Andrómeda (y quizás con la Galaxia del Triángulo) en el futuro.
En 2019, los astrónomos descubrieron el joven cúmulo estelar Price-Whelan 1 utilizando datos la sonda espacial de Gaia. El cúmulo estelar tiene una metalicidad baja y pertenece al brazo principal de las Nubes de Magallanes. La existencia de este cúmulo estelar sugiere que el brazo principal de las Nubes de Magallanes se encuentra a 90.000 años luz de la Vía Láctea, más cerca de lo que se pensaba.